# Liparis orbiculata
Liparis orbiculata är en orkidéart som beskrevs av Louis Otho Otto Williams. Liparis orbiculata ingår i släktet gulyxnen, och familjen orkidéer. Inga underarter finns listade i Catalogue of Life.